# Gary Stone
Gary Stone (Bellshill, 19 juni 1981) is een Schotse darter die woont in Larkhall, South Lanarkshire. Stone is een groot supporter van de voetbalclub Glasgow Rangers.
Hij speelt in de top van de WDF competities en kwalificeerde zich in 2012 voor het BDO World Darts Championship dat ieder jaar in januari in de Lakeside Country Club te Frimley Green georganiseerd wordt.
In zijn eerste jaar op de BDO World Darts Championship in 2012, behaalde hij de tweede ronde. In de eerste ronde versloeg hij Ron Meulenkamp uit Nederland met 3-0. In de tweede ronde verloor hij van Martin Adams uit Engeland met 0-4.
In 2012 haalde Stone de finale op de Welsh Classic en de Elgin Open. Hij verloor ze alle twee. In november 2012 behaalde hij zijn grootste overwinning door de WDF Europe Cup Singles te winnen. Hij versloeg in de finale Christian Kist uit Nederland met 7-4. Hij was de tweede Schotse speler, na Peter Johnstone, die Europees kampioen werd. In 2013 verloor Stone in de eerste ronde van het BDO World Darts Championship van Steve Douglas uit Engeland met 1-3. In januari 2014 stapte Stone over naar de PDC.

## Resultaten op Wereldkampioenschappen

### BDO
- 2012: Laatste 16 (verloren van Martin Adams met 0-4)
- 2013: Laatste 32 (verloren van Steve Douglas met 1-3)
- 2020: Laatste 32 (verloren van Jim Williams met 2-3)

### WDF

#### World Championship
- 2023: Laatste 16 (verloren van Andy Baetens met 1-3)
- 2024: Laatste 16 (verloren van Paul Lim met 2-3)

#### World Cup
- 2013: Laatste 64 (verloren van Thomas Junghans met 0-4)